# Clock Tower
A Clock Tower lopakodós elemekkel bővített, túlélőhorror kalandjáték-sorozat, melynek első részét a Human Entertainment fejlesztette, az utolsó részét viszont már a Sunsoft készítette. A sorozat horrorfilmszerűen játszódik, viszont a többi túlélőhorror-játéktól eltérően a Clock Tower sorozatban nem azon van a hangsúly, hogy rémeket lőjünk le vagy erőszakosak legyünk, sokkal inkább kell a játékosunkkal rejtőzködni és menekülni, miközben rejtvényeket oldunk meg, és sodródunk a fordulatos történet áradatában. A főszereplő az ellenfelekkel szemben általában eléggé gyámoltalan, tehát a fő élmény a játékban a borzongás és a rajtaütéstől való félelem.

## Részek
2011-ig négy része jelent meg a sorozatnak, egy része pedig fejlesztés alatt áll. Az első két rész karakterei azonosak, az újabb részek viszont új szereplőgárdát vonultatnak fel. Tudniillik, a Clock Tower Ghost Head, bár játékstílusában hasonlít az első két részre, azoktól függetlenül mellékszálként jelent meg, mivel a fő célpont Japán volt. Így – bár játékstílusban különbözik – a Clock Tower 3 egyesíti az eredeti és nyugati számozást.
- Clock Tower (1995) – SNES, PlayStation, WonderSwan, PC
- Clock Tower 2 (1996) – PlayStation
- Clock Tower Ghost Head (1998) – PlayStation
- Clock Tower 3 (2002) – PlayStation 2

## Tulajdonjog
Miután a Human Entertainment 1999-ben tönkrement, a Clock Tower sorozatot eladták a Capcomnak. A Clock Tower sorozat harmadik részét a Sunsoft fejlesztette és a Capcom adta ki. Nemcsak abban volt új, hogy másik cég alkotta, hanem itt jelent meg először 3D grafika a sorozatban. A Capcom nem jelentett be másik játékot, bár a Haunting Ground tekinthető az eszmei folytatásnak, hisz kezdetben Clock Tower 4-ként fejlesztették.